# ニュースの真相
『ニュースの真相』（ニュースのしんそう、Truth）は、2015年のアメリカ合衆国・オーストラリアのドラマ映画。監督はジェームズ・ヴァンダービルト、主演はケイト・ブランシェットとロバート・レッドフォードが務めた。本作はメアリー・メイプスが2005年に上梓した回顧録『大統領の疑惑』を原作としている。なお、本作はヴァンダービルトの映画監督デビュー作である。また、本作の日本語字幕は松浦美奈が担当した。

## ストーリー
2004年アメリカ大統領選の数ヶ月前、CBSの人気番組『60 Minutes II』のプロデューサを務めるメアリー・メイプスは部下たちと共に、ジョージ・W・ブッシュ大統領が従軍中に有利な扱いを受けていたという疑惑を追っていた。ブッシュに関する記録が処分されたり書き換えられたに違いないという声が多数上がっていたが、チャールズ中佐は軍がそのような不始末をするわけがないと確信していた。ブッシュが空軍入隊時に受けた試験の成績が思わしくなかったことも、彼の軍歴にまつわる疑惑を強めることとなった。そんなある日、メイプスたちは疑惑に関する証拠を持っていると主張する男（バーケット）に辿り着くことができた。バーケットが持っているメモ書きにはブッシュが軍で優遇されていた事実が記述されているのだという。メイプスは疑惑を報道に踏み切る決断を下し、ダン・ラザーらと共に検証チームを発足させた。
放送は大反響を巻き起こしたが、証拠となるメモ書きに対する疑義が複数呈された。捏造されたものだと断言する論者まで出てきたため、メイプスは反証を求められた。疑問を投げかける声は日増しに大きくなる一方で、CBS内部でも調査を求める声が上がった。ネット上では「メモのフォントなどの形式から察するに、当該メモはMicrosoft Wordで作成されたものである。ブッシュが軍に所属していた1970年代前半のタイプライターでこの文章を作成することはできない」と断定する見解まで出てきた。ついには、メモの提供者であるバーケット自身が証拠の入手先について虚偽を述べていたことを認める事態となった。
事態はブッシュ大統領のスキャンダルではなく、CBSによる誤報事件になってしまった。メイプスたちのリベラルな政治的立場までもが懐疑の目に晒されることとなった。CBSは調査委員会を発足させ、メイプスたちの政治的な立場によるバイアスが事実を歪めた可能性を徹底的に追求した。スタッフたちは次々と解雇宣告を受け、ラザーは番組降板を表明するに至った。メイプスは最後まで「報道は真実である」と主張し続けたが、CBSは彼女を解雇する決断を下した。メイプスは退任前最後の放送でも主張を曲げなかったが、それが世論に響くことはなかった。

## キャスト
※括弧内は日本語吹替
- メアリー・メイプス（英語版） - ケイト・ブランシェット（塩田朋子）
- ダン・ラザー - ロバート・レッドフォード（菅生隆之）
- マイク・スミス - トファー・グレイス（柳田淳一）
- ロジャー・チャールズ中佐 - デニス・クエイド（原康義）
- ルーシー・スコット - エリザベス・モス（田中杏沙）
- アンドリュー・ヘイワード（英語版） - ブルース・グリーンウッド（各務立基）： CBSの報道部門の責任者。
- ジョシュ・ハワード - デヴィッド・ライオンズ
- マーク・ロルスタッド - ジョン・ベンジャミン・ヒッキー
- ビル・バーケット（英語版） - ステイシー・キーチ
- ニッキー・バーケット - ノニ・ハズルハースト（英語版）
- ローレンス・ランファー - ダーモット・マローニー
- ベッツィー・ウェスト - レイチェル・ブレイク（英語版）
- ディック・ハイベイ - アンドリュー・マクファーレン（英語版）
- ロバート・ホッジス将軍（電話の声） - ウィリアム・ディヴェイン
- モーリス・ユデル（電話の声） - クリス・マルケイ
- バック・スタウト将軍（電話の声） - パトリック・セント・エスプリト

## 製作
本作の企画が持ち上がったのは2007年のことであったが、製作にこぎ着けるには5年以上の時を要した。2014年7月、ケイト・ブランシェットとロバート・レッドフォードが起用されたと報じられた。9月、エリザベス・モスとデニス・クエイドがキャスト入りした。10月、トファー・グレイスとジョン・ベンジャミン・ヒッキー、ブルース・グリーンウッドの出演が決まった。11月、デビッド・ライオンズが本作に出演することになったとの報道があった。

### 撮影
2014年10月、本作の主要撮影がシドニーで始まった。

## 公開・興行収入
2015年5月18日、ソニー・ピクチャーズ・クラシックスが本作の全米配給権を600万ドルで購入したと発表した。9月12日、本作は第40回トロント国際映画祭でプレミア上映された。本作は[ハンプトンズ国際映画祭やロンドン映画祭でも上映された。
2015年10月16日、本作は全米6館で限定公開され、公開初週末に6万6232ドルを稼ぎ出し、週末興行収入ランキング初登場40位となった。30日には全米1122館にまで公開規模が拡大され、週末に87万5935ドルを稼ぎ出し、週末興行収入ランキング16位となった。2015年の10月は賞レース参戦が期待されている作品や大人向けのドラマ作品が軒並み堅調だったにも拘わらず、本作は興行的に低迷したため、本作に興行的失敗作の烙印を押すメディアがあった。

## 評価
本作におけるブランシェットとレッドフォードの演技は称賛されているが、事件の解釈に政治的バイアスが強くかかっているために賛否が割れている。映画批評集積サイトのRotten Tomatoesには166件のレビューがあり、批評家支持率は63%、平均点は10点満点で6.2点となっている。サイト側による批評家の見解の要約は「『ニュースの真相』の素晴らしいキャスト陣と感動的なメッセージは、政治や人情の機微がある実話をお手軽感と説教臭さの漂うドラマにしてしまったという欠点を埋めるのに十二分以上のものである。」となっている。また、Metacriticには35件のレビューがあり、加重平均値は66/100となっている。

### ダン・ラザーの反応
ダン・ラザーは本作を高く評価しており、「映画の描写は正確なものが多かったと思います。テレビのニュース番組がどのように製作されているか―電話をかけたり、取材するために革靴を履いたり、取材源を開拓したりする―を扱った映画作品の中でも、『ニュースの真相』は最高の出来映えでしょう。」「レッドフォード氏の演技は高く評価できるものだと思いますが、氏は私に似せようとしていません。氏は一個人としての私と職業人としての私に不可欠な要素を抽出しようとしていました。」と述べている。

### CBSの反応
2015年9月、CBSのCEOを務めるレスリー・ムーンヴズが2004年の誤報疑惑を扱った映画が製作されることに不快感を抱いているとの報道があった。10月、CBSの広報部門を統括するギル・シュワルツは「『ニュースの真相』と銘打った作品に「真相」がほとんどないというのは仰天すべきことです。実際、事実の歪曲や不当な論難、無根拠な陰謀論が多すぎて、一々指摘することすら困難なほどです。同作はジャーナリズム及び現場の判断の深刻なミスを、英雄的行為ないしは殉教者的行為に祭り上げようとしています」というコメントを出した。本作にも登場したアンドリュー・ヘイワードは「映画をまだ見ていない」と前置きした上で、「どんなストーリーなのかは知っています。同作における描写には怒りを禁じ得ません。」と述べる一方、「ハリウッドだけがあの事件を繰り返し得る」とも述べた。
CBSは本作が「不正確な描写及び事実を歪曲」し「CBSの報道部門の社員を侮辱している」という理由で、本作の広告を放映することを拒否した。また、CBSのジャーナリストの中には、CBSのオーナー企業であるViacomがブッシュ政権との関係悪化を恐れて圧力を行使したことを示唆する本作の描写を批判したものがいた。
一連のCBSの反応に対し、本作のプロデューサーを務めたブラッド・フィッシャーは「否定的な反応があるのは予想していた。しかし、かくも感情的な反応が出るとは想定していなかった」という主旨のコメントを出した。